# Wiesław Śmigiel
Wiesław Śmigiel (Świecie, 3 gennaio 1969) è un arcivescovo cattolico polacco, dal 13 settembre 2024 arcivescovo metropolita di Stettino-Kamień.

## Biografia
Wiesław Andrzej Śmigiel è nato a Świecie il 3 gennaio 1969.

### Formazione e ministero sacerdotale
Si è laureato presso il Liceo della formazione generale nel distretto I di Bydgoszcz ed entrò nel 1988 nel seminario maggiore di Pelplin. Nel 1994 ha conseguito il Master in Teologia presso l'Accademia di Teologia Cattolica di Varsavia.
Il 29 maggio 1994 è stato ordinato presbitero dal vescovo Jan Bernard Szlaga, che già lo aveva ordinato diacono il 20 giugno 1993.
Nel 1996 è diventato segretario e cappellano del vescovo di Pelplin, Jan Bernard Szlaga, e allo stesso tempo redattore della rivista quindicinale della diocesi di Pelplin Pielgrzym ("Pellegrino").
Nel 2003 ha conseguito il dottorato di ricerca in teologia presso l'Università Cattolica di Lublino, dove ha conseguito anche l'abilitazione alla libera docenza nel 2010. Il 1º gennaio 2011 è divenuto preside del dipartimento di Teologia pastorale presso l'Università Cattolica di Lublino.
Nel 2009 ha ricevuto il titolo onorifico di cappellano di Sua Santità.

### Ministero episcopale

Stemma vescovile

Il 24 marzo 2012 papa Benedetto XVI lo ha nominato vescovo titolare di Beatia e vescovo ausiliare della diocesi di Pelplin. Il 21 aprile dello stesso anno ha ricevuto l'ordinazione episcopale da Sławoj Leszek Głódź, arcivescovo metropolita di Danzica, co-consacranti Henryk Józef Muszyński, arcivescovo emerito di Gniezno, e Andrzej Wojciech Suski, vescovo di Toruń. Ha scelto come motto episcopale l'espressione Omnibus omnia factus ("Mi sono fatto tutto a tutti") della Prima lettera ai Corinzi (9:22).
L'11 novembre 2017 papa Francesco lo ha nominato vescovo di Toruń. Ha preso possesso della diocesi il 10 dicembre dello stesso anno.
È stato amministratore apostolico sede vacante delle diocesi di Bydgoszcz, da maggio a settembre 2021, e di Płock, da giugno a ottobre 2022.
Il 13 settembre 2024 papa Francesco lo ha promosso arcivescovo metropolita di Stettino-Kamień. Ha preso possesso dell'arcidiocesi il 25 ottobre dello stesso anno.

## Genealogia episcopale
La genealogia episcopale è:
- Cardinale Scipione Rebiba
- Cardinale Giulio Antonio Santori
- Cardinale Girolamo Bernerio, O.P.
- Vescovo Claudio Rangoni
- Arcivescovo Wawrzyniec Gembicki
- Arcivescovo Jan Wężyk
- Vescovo Piotr Gembicki
- Vescovo Jan Gembicki
- Vescovo Bonawentura Madaliński
- Vescovo Jan Małachowski
- Arcivescovo Stanisław Szembek
- Vescovo Felicjan Konstanty Szaniawski
- Vescovo Andrzej Stanisław Załuski
- Arcivescovo Adam Ignacy Komorowski
- Arcivescovo Władysław Aleksander Łubieński
- Vescovo Andrzej Stanisław Młodziejowski
- Arcivescovo Kasper Kazimierz Cieciszowski
- Vescovo Franciszek Borgiasz Mackiewicz
- Vescovo Michał Piwnicki
- Arcivescovo Ignacy Ludwik Pawłowski
- Arcivescovo Kazimierz Roch Dmochowski
- Arcivescovo Wacław Żyliński
- Vescovo Aleksander Kazimierz Bereśniewicz
- Arcivescovo Szymon Marcin Kozłowski
- Vescovo Mečislovas Leonardas Paliulionis
- Arcivescovo Bolesław Hieronim Kłopotowski
- Arcivescovo Jerzy Józef Elizeusz Szembek
- Vescovo Stanisław Kazimierz Zdzitowiecki
- Cardinale Aleksander Kakowski
- Cardinale August Hlond, S.D.B.
- Cardinale Stefan Wyszyński
- Cardinale Józef Glemp
- Arcivescovo Sławoj Leszek Głódź
- Arcivescovo Wiesław Śmigiel